# Каєтани
Каєтани (пол. Kajetany) — село в Польщі, у гміні Надажин Прушковського повіту Мазовецького воєводства.
Населення — 834 особи (2011).
У 1975-1998 роках село належало до Варшавського воєводства.

## Демографія
Демографічна структура станом на 31 березня 2011 року:
|          | Загалом | Допрацездатний вік | Працездатний вік | Постпрацездатний вік |
| -------- | ------- | ------------------ | ---------------- | -------------------- |
| Чоловіки | 399     | 104                | 268              | 27                   |
| Жінки    | 435     | 118                | 261              | 56                   |
| Разом    | 834     | 222                | 529              | 83                   |